# 广州知识产权法院
广州知识产权法院（英語：Guangzhou Intellectual Property Court）是中华人民共和国广东省的一家跨省内行政区域管辖知识产权案件的专门人民法院，成立于2014年12月16日，不设行政级别。现院址为广州市黄埔区开创大道2662号。

## 沿革
2014年8月31日，第十二届全国人大常委会第十次会议表决通过《全国人民代表大会常务委员会关于在北京、上海、广州设立知识产权法院的决定》。2014年10月31日，最高人民法院公布《最高人民法院关于北京、上海、广州知识产权法院案件管辖的规定》（法释〔2014〕12号），自2014年11月3日起实施，其中明确了将成立的这三家知识产权法院的案件管辖。
2014年11月19日，广州知识产权法院法官遴选委员会在广州成立，并抽签产生首次法官遴选委员会。首次遴选委员会由9名委员组成，分别来自法官、学者、律师、知识产权专家4个界别，将负责选任广州知识产权法院首批10名主审法官。遴选委员会主任为广州市人大常委会副主任吴树坚。广州知识产权法院法官遴选委员会也是中华人民共和国内根据最新的中央司法改革精神成立的首个法官遴选委员会。
2014年12月11日，广州市第十四届人大常委会第三十五次会议表决通过，任命杨宗仁为首任广州知识产权法院院长、审判委员会委员、审判员。根据院长杨宗仁的提请，任命吴振、林广海为广州知识产权法院副院长、审判委员会委员、审判员；任命龚麒天、郑志柱等10人为广州知识产权法院审判员。上述人员将于广州知识产权法院正式挂牌成立后开始履职。首任院长杨宗仁此前系广东省东莞市中级人民法院院长，吴振原系广州市萝岗区人民法院院长，林广海原系广东省高级人民法院审判委员会委员、民事审判第四庭庭长。龚麒天、郑志柱等10位审判员均由广州知识产权法院法官遴选委员会遴选推荐并经组织考察后依程序报请广州市人大常委会启动任职程序。
2014年12月16日，广州知识产权法院正式挂牌成立，并于2014年12月21日开始受理案件。该院成立初期，暂时与广州市萝岗区人民法院合用办公楼及立案大厅，地址是广东省广州市萝岗区（现黄埔区）开创大道2662号。

## 管辖
广州知识产权法院集中管辖原来由广州市中级人民法院管辖的知识产权民事和行政案件，以审理知识产权民事案件为主，兼顾知识产权行政案件。该法院既是一审法院又是二审法院，既是初审法院又是上诉法院。
根据《最高人民法院关于北京、上海、广州知识产权法院案件管辖的规定》，广州知识产权法院的管辖范围如下：
第一条 知识产权法院管辖所在市辖区内的下列第一审案件：
（一）专利、植物新品种、集成电路布图设计、技术秘密、计算机软件民事和行政案件；
（二）对国务院部门或者县级以上地方人民政府所作的涉及著作权、商标、不正当竞争等行政行为提起诉讼的行政案件；
（三）涉及驰名商标认定的民事案件。
第二条 广州知识产权法院对广东省内本规定第一条第（一）项和第（三）项规定的案件实行跨区域管辖。
第三条  北京市、上海市各中级人民法院和广州市中级人民法院不再受理知识产权民事和行政案件。
广东省其他中级人民法院不再受理本规定第一条第（一）项和第（三）项规定的案件。
北京市、上海市、广东省各基层人民法院不再受理本规定第一条第（一）项和第（三）项规定的案件。
第四条  案件标的既包含本规定第一条第（一）项和第（三）项规定的内容，又包含其他内容的，按本规定第一条和第二条的规定确定管辖。
第六条 当事人对知识产权法院所在市的基层人民法院作出的第一审著作权、商标、技术合同、不正当竞争等知识产权民事和行政判决、裁定提起的上诉案件，由知识产权法院审理。
第七条 当事人对知识产权法院作出的第一审判决、裁定提起的上诉案件和依法申请上一级法院复议的案件，由知识产权法院所在地的高级人民法院知识产权审判庭审理。
第八条 知识产权法院所在省（直辖市）的基层人民法院在知识产权法院成立前已经受理但尚未审结的本规定第一条第（一）项和第（三）项规定的案件，由该基层人民法院继续审理。
除广州市中级人民法院以外，广东省其他中级人民法院在广州知识产权法院成立前已经受理但尚未审结的本规定第一条第（一）项和第（三）项规定的案件，由该中级人民法院继续审理。

## 机构设置
广州知识产权法院按中级人民法院规格组建，但该院及其各审判庭不设行政级别，主审法官之间没有行政等级之差，“去行政化”非常彻底。
广州知识产权法院设6个内设机构：
- 立案庭
- 专利审判庭
- 著作权审判庭
- 商标及不正当竞争审判庭
- 综合办公室
- 技术调查室[11]

广州知识产权法院设1个直属行政单位：
- 司法警察支队[11]

## 历任院长
1. 杨宗仁（2014年12月—）[11]